# Ada (Alabama)
Ada ist ein gemeindefreies Gebiet im Montgomery County im Bundesstaat Alabama in den Vereinigten Staaten.

## Geographie
Ada liegt im Südosten Alabamas im Süden der Vereinigten Staaten.
Nahegelegene Orte sind unter anderem Ramer (6 km südöstlich), Grady (11 km südöstlich), Highland Home (13 km südlich) und Letohatchee (16 km westlich). Die nächste größere Stadt ist mit 205.000 Einwohnern die etwa 20 Kilometer nördlich entfernt gelegene Hauptstadt Alabamas, Montgomery.

## Geschichte
1881 wurde in dem Gebiet ein Postamt eröffnet, das jedoch 1922 wieder aufgegeben wurde. Der Ort ist nach der Frau des Postamtsleiters benannt.

## Verkehr
Ada liegt am U.S. Highway 331, der von Florida im Süden bis nach Montgomery verläuft. Südlich der Stadt zweigt die Alabama State Route 94 ab, die nach 31 Kilometern in Orion in den U.S. Highway 231 mündet.
Über den Regionalflughafen Montgomery südlich Montgomerys bestehen regionale Flugverbindungen nach Dallas, Atlanta und Charlotte.